# Segunda Invasão Britânica

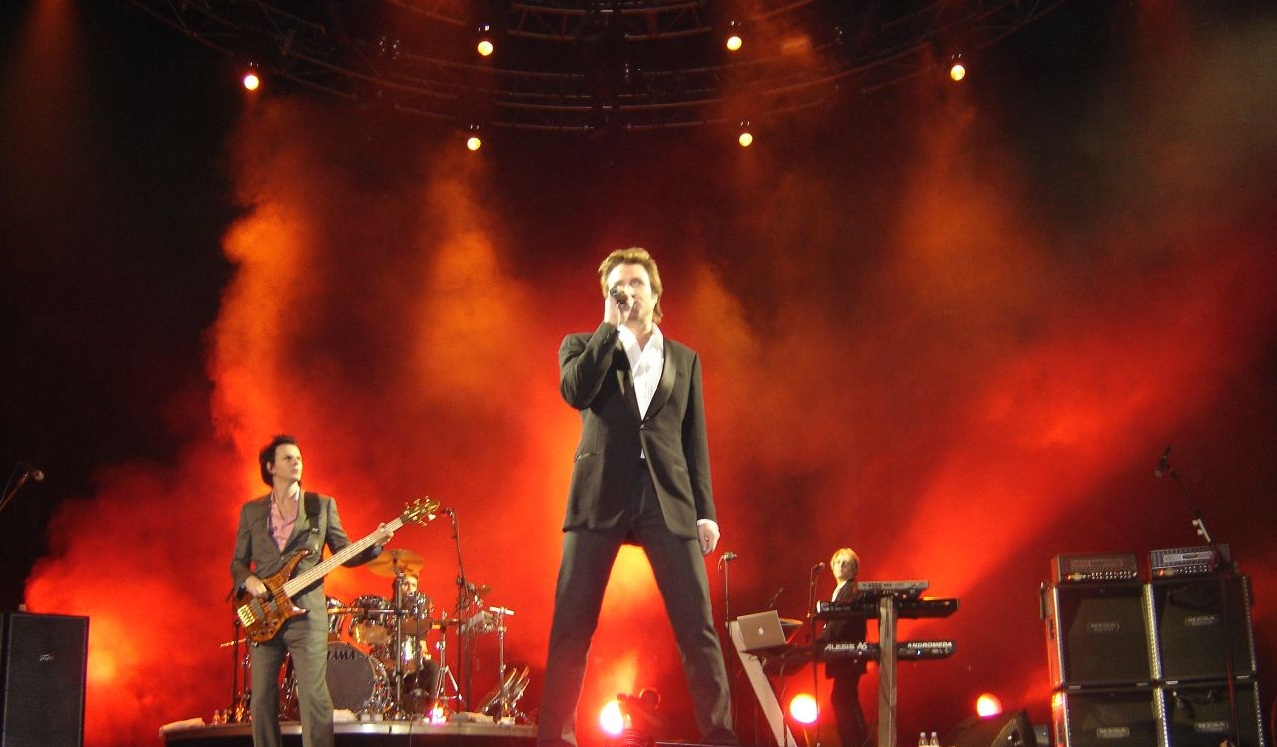
Duran Duran (tocando em Toronto em 2005) foi um grande representante da Segunda Invasão Britânica. Eles eram conhecidos por seus vídeos musicais brilhantes na MTV

Segunda Invasão Britânica foi um aumento acentuado na popularidade dos artistas britânicos de synth-pop, new wave e new romantic nos Estados Unidos. Começou no verão de 1982, atingiu o pico em 1983 e continuou durante grande parte da década de 1980. O catalisador para a segunda invasão britânica foi principalmente o crescimento e a popularidade do canal de música a cabo MTV no início dos anos 1980. O termo é derivado da Invasão Britânica, um fenômeno semelhante que ocorreu na década de 1960. Embora os artistas com uma grande variedade de estilos fizeram parte da invasão, as bandas e cantores influenciados pelo synth-pop e new wave predominaram nas paradas de sucesso. Segundo a revista Rolling Stone, esses esses músicos trouxeram uma “revolução no som e no estilo”.
No final da década de 1980, o glam metal e a dance music substituíram a Segunda Invasão no topo das paradas estadunidenses. Em 2011, o jornal britânico The Guardian nomeou a Segunda Invasão Britânica entre seus 50 eventos-chave na história da música pop.

## Antecedentes
No final dos anos 1970 e início dos anos 1980, a música britânica era dominada pelo pós-punk e pela new wave. No início de 1979, "Sultans of Swing", de Dire Straits, e "Roxanne", de The Police, alcançaram o Top 40 nos Estados Unidos, seguido pelos mais modestos sucessos de Elvis Costello, Sniff 'n' the Tears, The Pretenders, Gary Numan, Squeeze, e Joe Jackson, este último fazendo muito sucesso com a música "Is She Really Going Out with Him?".
Os videoclipes, tendo sido um dos principais tipos de programas de televisão da música britânica há meia década, evoluíram para curtas-metragens onde a imagem era importante. Ao mesmo tempo, a música pop e rock nos Estados Unidos passava por uma queda criativa devido a vários fatores, incluindo a fragmentação do público e o declínio da música disco. Não existiam videoclipes para a maioria dos sucessos dos artistas norte-americanos, e aqueles que faziam eram geralmente compostos de gravações de shows e apresentações ao vivo. Quando a MTV foi lançada em 1 de agosto de 1981, o canal não teve outra escolha a não ser transmitir um grande número de videoclipes de bandas britânicas de new wave. "Video Killed the Radio Star", do The Buggles, foi o primeiro videoclipe exibido na MTV nos Estados Unidos. Inicialmente, a MTV só estava disponível em pequenas cidades e subúrbios americanos. Para a surpresa da indústria da música, quando a MTV se tornou disponível em um mercado local, o recorde de vendas pelas músicas transmitidas exclusivamente no canal aumentou imediatamente e os ouvintes telefonaram para as estações de rádio pedindo para escutá-las na programação. Também em 1981, a estação de rádio KROQ-FM de Los Angeles começou a transmitir essas músicas, o que a tornou a estação mais popular da cidade. Rick Carroll, ex-diretor de programação da KROQ, afirmou: "Não havia um produto estadunidense digno de ser tocado a cada três horas, então tivemos que procurar e ouvir as importações britânicas para preencher o espaço vazio".
Mais indícios da iminente invasão foram observados em 1981 nas paradas de música dance. Apenas sete dos 30 melhores grupos da parada Rockpool de dance rock eram de origem americana, enquanto no final do ano, músicas de grupos britânicos começaram a aparecer na parada da Billboard Disco. A tendência era particularmente forte em Manhattan, onde as gravações importadas do Reino Unido e a imprensa musical britânica eram mais convenientes para se conseguir.

## A invasão
Em 3 de julho de 1982, "Don't You Want Me" do The Human League iniciou um reinado de três semanas na Billboard Top 100. A música ganhou um impulso considerável da transmissão na MTV e foi descrita pelo The Village Voice como "inequivocamente momento em que a Segunda Invasão Britânica, estimulada pela MTV, começou". "Tainted Love" do Soft Cell alcançou um recorde de 43 semanas na Hot 100. A chegada da MTV em setembro de 1982 em Nova York e Los Angeles levou à publicidade positiva para a nova "era do videoclipe". Pouco depois, "I Ran (So Far Away)" de A Flock of Seagulls, a primeira música de sucesso que devia quase tudo ao videoclipe, havia entrado no Top 10 da Billboard. Os vídeos brilhantes do Duran Duran mais tarde simbolizariam o poder da MTV. Billy Idol se tornou parte da MTV com "White Wedding", em 1983, e "Eyes Without a Face", em 1984, e seu segundo álbum, Rebel Yell, vendeu dois milhões de cópias. As canções do pop e do rock que encabeçaram as paradas incluíram "Total Eclipse of the Heart" de Bonnie Tyler, "Missing You" de John Waite e "Addicted to Love" de Robert Palmer. O girl group Bananarama teve hits com "Cruel Summer" e "Venus", o último alcançando o número um nas paradas.
A New Music tornou-se um termo genérico usado pela indústria da música para descrever artistas jovens, principalmente britânicos, andróginos e tecnologicamente orientados, como Culture Club e Eurythmics. Muitos dos artistas da Segunda Invasão começaram suas carreiras na era punk e desejaram trazer mudanças para um público mais amplo, resultando em música que, apesar de não ter nenhum som específico, foi caracterizada por um espírito de assumir riscos dentro do contexto da música pop. Artistas mais orientados ao rock que sabiam usar o videoclipe, como Def Leppard, Big Country e Simple Minds, tornaram-se parte do novo influxo de música do Reino Unido.
No início de 1983, o consultor de rádio Lee Abrams aconselhou seus clientes em 70 estações de rock orientadas a álbuns a dobrar a quantidade de novas músicas tocadas. Abrams declarou: "Todas as minhas bandas favoritas são inglesas... É um lugar mais artístico. A experimentação prospera lá. Aqui tudo é mais parecido com o McDonald's". Durante o ano de 1983, 30% das vendas de discos nos Estados Unidos eram de artistas britânicos. Em 16 de julho de 1983, 20 dos singles nas paradas do Top 40 eram britânicos, superando o recorde anterior de 14 singles em 1965; essa contagem foi igualada a semana que terminou em 7 de junho de 1986. Culture Club e Duran Duran criaram uma legião de fãs adolescentes semelhante à Beatlemania durante a primeira Invasão Britânica. A revista Newsweek publicou um artigo que apresentava Annie Lennox e Boy George na capa de sua edição com o título "Grã Bretanha balança a América novamente", (no original: Britain Rocks America – Again) enquanto a Rolling Stone lançava uma edição intitulada "Inglaterra balança" (no original: England Swings) em novembro de 1983. Em abril, 40 singles da parada Top 100 eram de origem britânica.
No auge da Segunda Invasão, durante um período de cinco meses, o Reino Unido teve 9 singles nos 11 primeiros da parada Hot 100, de "Don't You (Forget About Me)" do Simple Minds até "Money for Nothing" de Dire Straits. Durante a segunda semana desse período, a semana que terminou em 25 de maio de 1985, 8 singles do Top 10 foram de artistas britânicos.
As estações de rádio dos Estados Unidos voltadas ao público negro também transmitiram músicas de artistas da Segunda Invasão Britânica. O crítico musical Nelson George atribuiu esse "cruzamento reverso" à dancibilidade das músicas. Outro jornalista musical, Simon Reynolds, teorizou que, assim como na primeira Invasão Britânica, o uso de influências negras americanas por artistas britânicos como Eurythmics, Culture Club, Paul Young e Wham! ajudou a estimular o sucesso. Lançado em 1984, o single "Careless Whisper" de George Michael liderou a parada Hot 100. Sua banda Wham! também fez sucesso com a música "Wake Me Up Before You Go-Go"; em 1984. Durante a Segunda Invasão Britânica, bandas e artistas britânicos estabelecidos como Queen, David Bowie, Paul McCartney, Phil Collins, Rod Stewart, Elton John e os Rolling Stones viram sua popularidade aumentar; alguns artistas que datavam da época da Invasão Britânica original, incluindo George Harrison, The Kinks, The Hollies, The Moody Blues e Eddy Grant, tiveram seus últimos grandes sucessos neste período de tempo. Contando seu trabalho com o Genesis, Phill Collins teve mais de 40 singles na Billboard Hot 100 na década de 1980 do que qualquer outro artista.

## Declínio
Com o passar da década 1980, os artistas americanos do rock, heavy metal e da música pop aprenderam como vender a imagem usando videoclipes e fazendo singles cativantes. Martin Fry, do ABC, disse que "A realidade era que Madonna, Prince e Michael Jackson faziam melhor, maior e mais global do que muitos artistas britânicos". De 1983 a 1985, vários artistas de glam metal estiveram nas paradas de sucesso dos Estados Unidos e tocaram algumas vezes na MTV, mas o heavy metal ainda era visto como um gênero limitado em popularidade aos jovens. Na primavera e no verão de 1986, os artistas associados à Segunda Invasão continuaram a ter sucesso nas paradas, com oito singles alcançando o topo da Hot 100. Nesse outono, o terceiro álbum de Bon Jovi, Slippery When Wet, superou a Billboard 200 e passou oito semanas não consecutivas lá, e o single "You Give Love a Bad Name" substituiu "Human" do Human League na Hot 100. diminuindo a visibilidade da New Music. Em 1987, a transmissão das músicas britânicas da New Music na MTV foi limitada ao programa The New Video Hour. Em 1988, os britânicos se recuperaram com doze singles no topo da parada naquele ano.
Até meados da década de 1990, as Spice Girls foram identificadas como parte da Segunda Invasão Britânica; e proeminentes artistas britânicos como Oasis, Blur e Robbie Williams (alguns dos quais estavam associados ao movimento Britpop em seu país natal, o Reino Unido) tiveram algum sucesso limitado nos Estados Unidos, embora menos do que os antecessores da década de 1980. Com o passar do tempo, os artistas britânicos tornaram-se menos predominantes nos Estados Unidos, e em 27 de abril de 2002, pela primeira vez em quase 40 anos, a Billboard Hot 100 não tiveram nenhum artista britânico.